# Burkard II. Scheel
Burkard II. Scheel (auch Burchard II. Schul; † 13. Dezember 1474 in Ebrach) war von 1455 bis 1474 Abt des Zisterzienserklosters in Ebrach.

## Leben
Scheel wurde in der zweiten Hälfte des 14. Jahrhunderts oder im ersten Viertel des 15. Jahrhunderts geboren. Sein Geburtsort ist unbekannt, wahrscheinlich stammte er aus einem Ort in der Umgebung des Klosters Ebrach. Die Eltern Scheels werden in den Quellen nicht erwähnt, auch etwaige Geschwister bleiben ungenannt. Scheel besuchte wohl die Lateinschule und nahm anschließend ein Universitätsstudium auf.
Nach dem Tod seines Vorgängers Heinrich V. Blumentrost zu Beginn des Jahres 1455 wählte der Konvent Burkard Scheel noch im gleichen Jahr zum Abt Burkard II. Sofort begann der neue Prälat die Klosterkirche neu auszustatten, so schaffte man mehrere neue Kleinodien und Monstranzen an. Abt Burkard entsandt mehrere Mönche in andere Klöster, um hier das Abtsamt zu übernehmen. Heinrich Scholl wurde Abt des Klosters Szentgotthárd in Ungarn, Johannes Pluchel im niederbayerischen Aldersbach und Johann IV. Poley im österreichischen Heiligenkreuz. Abt Burkard starb am 13. Dezember 1474.